# Azeglio Innocenti
Azeglio Innocenti (Pistoia, 1886. március 31. – Pistoia, 1960. január 5.) olimpiai bronzérmes olasz tornász.
Az 1906. évi nyári olimpiai játékokon indult tornában és csapat összetettben bronzérmes lett. (Később ezt az olimpiát a Nemzetközi Olimpiai Bizottság nem hivatalosnak nyilvánította)
Klubcsapata a Francesco Ferruccio Pistoia volt.